# ماسک گازی ام‌تو

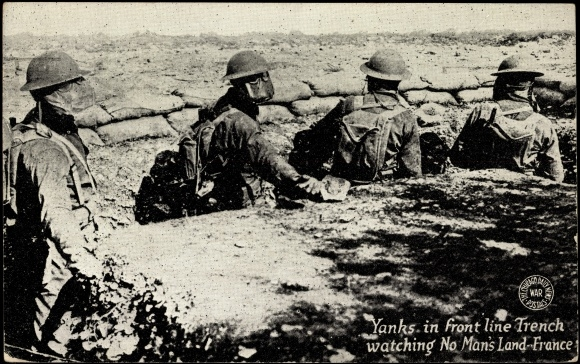
سربازان آمریکایی با ماسک گاز ام‌تو در یک گودال در یک کارت‌پستال - ۱۹۱۹

ماسک گازی ام‌تو (انگلیسی: M2 gas mask) یک ماسک گاز ساخته‌شده فرانسوی بود که توسط نیروهای فرانسوی، بریتانیایی و آمریکایی از آوریل ۱۹۱۶ تا اوت ۱۹۱۸ در طی جنگ جهانی اول مورد استفاده قرار گرفت. حدود ۲۹٬۳۰۰٬۰۰۰ از این ماسک در طول جنگ ساخته شد.